# Brachypterois serrulata
Brachypterois serrulata là một loài cá biển thuộc chi Brachypterois trong họ Cá mù làn. Loài này được mô tả lần đầu tiên vào năm 1846.

## Từ nguyên
Từ định danh serrulata là giảm nghĩa của serra, trong tiếng Latinh có nghĩa là “cái cưa”, ở đây mang nghĩa là “răng cưa nhỏ”, hàm ý đề cập đến đỉnh đầu của loài cá này có các gai nhỏ và mảnh thay vì các hàng gai lớn hay thấy ở các loài Sebastes khác (chi gốc của loài này ở thời điểm đó).

## Phân bố
B. serrulata trước đây được cho là có phân bố rộng khắp Ấn Độ Dương - Thái Bình Dương, nhưng qua nghiên cứu thực địa và kiểm tra các mẫu vật thì loài này chỉ có phạm vi giới hạn ở Tây Bắc Thái Bình Dương, từ tỉnh Kōchi phía nam Nhật Bản trải dài đến Biển Đông, xa nhất ở phía nam đến quần đảo Natuna, phía tây đến vịnh Thái Lan (nhầm lẫn với Brachypterois serrulifer).
Ngoài vịnh Nha Trang, B. serrulata còn được ghi nhận tại vịnh Hạ Long và cửa Đại (sông Thu Bồn) trong vùng biển Việt Nam.
B. serrulata ưa sống trên nền đáy bùn hoặc cát, được tìm thấy ở độ sâu khoảng 40–100 m.

## Mô tả
Chiều dài cơ thể lớn nhất được ghi nhận ở B. serrulata là 15 cm.
Thường không có gai ở sống giữa bên của hàm trên, có khi xuất hiện 1–3 gai ở cá lớn (> 8 cm). Đầu và thân màu hồng nhạt đến nâu đỏ, lưng sẫm màu hơn. Một đốm đen lớn cỡ ổ mắt trên nắp mang. Có 5 dải màu đỏ sẫm đến đen trên đầu, 5 dải sọc dọc màu đen hoặc sẫm mờ ở hai bên thân. Vây lưng có một đốm lớn màu đỏ sẫm đến đen lan rộng từ khoảng giữa gai thứ 6 và 9; khoảng 4–5 hàng chấm đỏ trên phần tia mềm. Vây hậu môn có khoảng 6–8 đường chấm đỏ sẫm. Vây ngực sẫm màu hơn ở phần biên, với khoảng 6–10 sọc mảnh màu đỏ sẫm. Vây bụng có khoảng 6–7 sọc mảnh màu đỏ sẫm đến đen. Màng vây đuôi trong mờ với dải viền rìa đỏ sẫm (hơi dày hơn ở cá thể nhỏ) với rất nhiều chấm nhỏ (khoảng 60–110) màu đỏ sẫm, kể cả trên tia vây đuôi. Mắt màu vàng óng; mống mắt xanh lam đậm.
Ở B. serrulata, cá đực thường có số gai nhiều hơn trên các bờ hàm dưới, và ngạnh sau tuyến lệ phát triển hơn. Nhiều khả năng hai loài Brachypterois còn lại cũng mang các đặc điểm dị hình giới tính tương tự như B. serrulata. Ngoài ra, mẫu vật B. serrulata thu thập từ quần đảo Natuna và vịnh Thái Lan có chiều dài đầu cũng như chiều dài của mỗi tia dài nhất ở các vây đều lớn hơn so với mẫu vật từ các vị trí còn lại. Vì không tìm thấy sự khác biệt đáng kể nào khác nên đây được coi là các biến thể địa lý của B. serrulata.
Số gai ở vây lưng: 12–14; Số tia vây ở vây lưng: 9–11; Số gai ở vây hậu môn: 3; Số tia vây ở vây hậu môn: 4–6; Số tia vây ngực: 14–16.

## Sinh thái
Một nghiên cứu phân tích chất trong dạ dày cho thấy B. serrulata ăn các loài tôm và cua nhỏ. Mùa sinh sản diễn ra trong khoảng tháng 7 đến tháng 9.